# 二加元硬幣

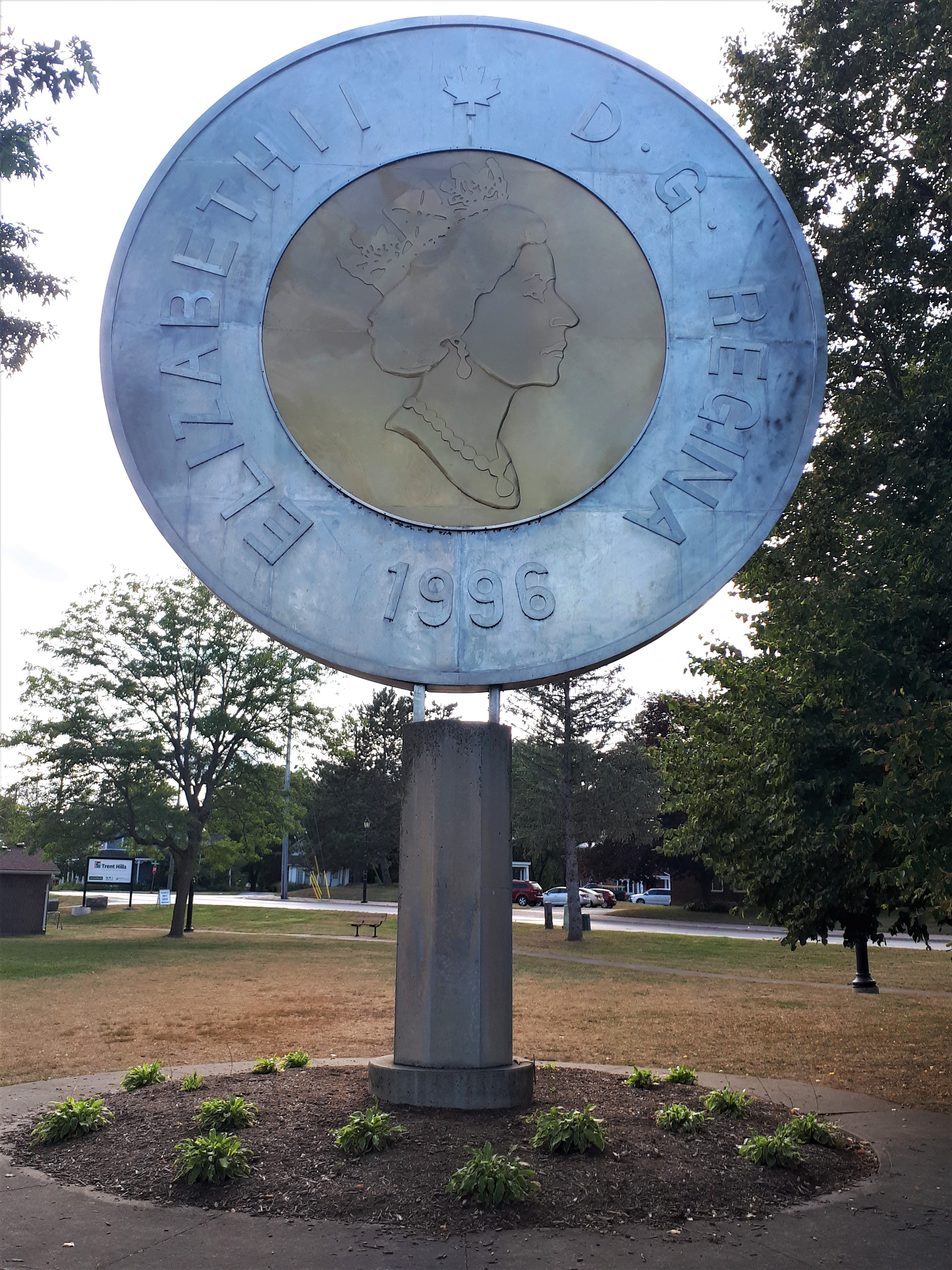
安大略省

二加元硬幣(英文：Toonie)是加拿大在1996年起發行的双金属2元硬幣，於1996年2月19日(當年的農曆大年初一)開始流通。硬币外环是银色，内环是金色。硬幣背面是一支北極熊，而硬幣正面是伊麗莎白二世的肖像。
发行2元硬币的目的是代替2元纸钞。所以在发行2元硬币的同时，2元纸钞停止发行。2元硬币的成本较2元纸钞为高，但是可以流通更久。2元硬币的预估寿命为20年，而2元纸钞的寿命仅有1年。